# Damir Milinović
Damir Milinović (ur. 15 października 1972 w Rijece) – chorwacki piłkarz, występujący na pozycji środkowego obrońcy. Porozumiewa się w językach chorwackim i niemieckim.

## Kariera klubowa
Milinović całą karierę juniorską był związany z klubem, z którym w pierwszej lidze zadebiutował w sezonie 1994/1995. Rijeka zajęła 11. miejsce w lidze, a w Pucharze Chorwacji nie odegrała znaczącej roli, ale od tej drużyny nie oczekiwano cudów. Za to Milinović miał szanse się ograć i zdobywać doświadczenie, ponieważ wystąpił 21 razy na boisku i zdobył gola, w meczu przeciwko Inkerowi Zaprešič.
Sezon 1995/1996 NK Rijeka zakończyła na 8. miejscu w tabeli i rundę wiosenną spędziła w grupie spadkowej w której zajęła 3. miejsce i uniknęła spadku z ligi. Milinović pokazał się na boisku 32 razy i strzelił 3 gole, co jest dobrym rezultatem zważywszy na pozycję, na której występuje. Sezon 1996/1997 Rijeka zajęła bardzo dobre, 4. miejsce, ale nie zdołała się zakwalifikować do europejskich pucharów. Milinović pojawił się na boisku 26 razy i zdobył 2 gole. Milinović był jednak zawiedziony brakiem sukcesów odnoszonych przez drużynę i przeszedł do drużyny Croatii Zagrzeb.
Sezon 1997/1998 jednak nie udał się Milinoviciowi, ponieważ trener nie stawiał na zawodnika, który na boisku pojawił się tylko 3 razy i wrócił na rundę wiosenną do Rijeki. Milinović może jednak się czuć współtwórcą sukcesu Dinama, który zdobył mistrzostwo Chorwacji i Puchar Chorwacji po zwycięstwie nad NK Varteks. Z Rijeką nie było już tak dobrze, zajął z zespołem dopiero 7. miejsce, ale wystąpił 14 razy na placu gry i zdobył 2 gole.
Sezon 1998/1999 był bardzo udany – po raz pierwszy Rijeka z Milinoviciem w składzie odniosła poważny sukces – zdobyła wicemistrzostwo Chorwacji, do którego zabrakło jednak tylko punktu. Nie udało się jednak w Pucharze Chorwacji, gdzie Rijeka odpadła w 1/8 finału po przegranej 1:0 na wyjeździe z Cibalią Vinkovci. Milinović pojawił się na boisku 30 razy i raz udało mu się pokonać golkipera rywali. Sezon 1999/2000 był również udany dla Rijeki, która zajęła 4. miejsce w lidze i zakwilifikowała się do europejskich pucharów. Nie do końca udało się w Pucharze Chorwacji, gdzie drużyna z Rijeki przegrała w ćwierćfinale z późniejszym zdobywcą tego trofeum, Dinamem Zagrzeb 1:2 i 2:2. Milinović pojawił się na boisku 24 razy i strzelił 3 gole.
Milinović chciał jednak grać w mocniejszej lidze i występować w lepszym klubie, toteż na początku sezonu 2000/2001 podjął decyzję o przenosinach do Bundesligi, do zespołu VfL Bochum. Występował tam z dwoma innymi Chorwatami – Zoranem Mamicia, który był jego partnerem w bloku defensywnym i Marijo Mariciem, który grał na pozycji i zdobywał bramki dla drużyny z Bochum. W tym czasie w drużynie występowali też tacy zawodnicy jak Yıldıray Baştürk czy Delron Buckley. Niestety, pomimo tego drużyna zajęła ostatnie, 18. miejsce w lidze i spadła do 2. Bundesligi.
Milinović zagrał 20 razy w Bundeslidze, ale ani razu na niemieckich boiskach nie udało mu się trafić do siatki rywali. W związku z fatalną pozycją Bochum w poprzednim sezonie, sezon 2001/2002 zawodnik ponownie spędził w zespole NK Rijeka. Zagrał tam jednak tylko w rundzie jesiennej w której w 8 meczach zdobył 1 gola. Rijeka zajęła w końcowej tabeli 5. miejsce w lidze, ale zawodnik rundę wiosenną spędził już w stołecznym zespole NK Zagreb. NK Zagrzeb zaskoczyło jednak wszystkich – zdobyło mistrzostwo Chorwacji, co było pierwszym tak wielkim osiągnięciem w historii klubu. Mało zabrakło, a „Pjesnici” zdobyli by także Superpuchar Chorwacji. Nie sięgnęli jednak po niego, bowiem na Maksimirze przegrali 2:3. Milinović pojawił się na boisku 10 razy, ale nie pokonał ani razu bramkarza drużyny przeciwnej.
Następny sezon, 2002/2003 nie był już tak udany dla zagrzebskiego zespołu, który zajął dopiero 6. miejsce w tabeli. Nie powiodło się także w Pucharze Chorwacji i Damir, który wystąpił 14 razy w pierwszym składzie, nie zdobywając żadnego trafienia, powrócił do Rijeki i w rundzie wiosennej, w której już uczestniczył zajął z Rijeką dziesiąte miejsce w lidze, a w składzie drużyny pojawił się 12 razy, bez poprawy swego dorobku strzeleckiego.
Sezon 2003/2004 NK Rijeka może niewątpliwie zaliczyć na poczet udanych sezonów, ponieważ zajęła 3. miejsce w lidze oraz dobrze zaprezentowała się w Pucharze, w którym odpadła w półfinale po przegranej na wyjeździe z Dinamem Zagrzeb 2:4 i triumfem u siebie 1:0. Milinović pojawił się na boisku 29 razy i raz pokonał bramkarza Hajduka Split, ale wszyscy fachowcy i kibice podkreślali, że Milinović nie był w formie do jakiej przyzwyczajał wyżej wymienionych w poprzednich latach swej gry w Rijece.
Zawodnik zmienił otoczenie i sezon 2004/2005 spędził w Dinamie Zagrzeb, do którego wrócił po nieudanym epizodzie w latach poprzednich. Jak na złość, był to najsłabszy sezon Dinama w historii występów w lidze chorwackiej – Dinamo zajęło bowiem 7. miejsce i, co było precedensem, musiał występować w grupie spadkowej. W Pucharze Chorwacji Dinamo odpadło także w 1/16 z drugoligowym zespołem NK Belišče. Milinović wystąpił w barwach „Modrich” 14 razy i nie strzelił żadnego gola.
Damir postanowił w rundzie wiosennej sezonu 2004/2005 wyjechać za granicę, do Austrii, a konkretnie do zespołu Austria Salzburg. Sezon ten także był nieudany zarówno dla Milinovicia, jak i dla zespołu, który zajął 9, przedostatnią lokatę w lidze i tylko przez brak przyznania licencji SW Bregenz na następny sezon uratował się od spadku. Milinović pojawił się na boisku 10 razy, nie strzelił żadnego gola i był jednym z najsłabszym, jeżeli nie najsłabszym zawodnikiem Austrii Salzburg w lidze.
Zawodnik wrócił do Chorwacji, ale nie jak to zwykle bywało do zespołu NK Rijeki, tylko do trzecioligowej drużyny NK Pomorac Kostrena, w której występował od sezonu 2005/2006. Wtedy jednak nie awansowali z 3 do 2 ligi, bowiem w poprzednim sezonie drużyna z Kosterny zajęła 8. miejsce w lidze. Milinović występował w drużynie w sezonie 2006/2007, a po zakończeniu sezonu, latem 2007 roku Milinović definitywnie zakończył piłkarską karierę a kilka miesięcy później objął stanowisko menedżera NK Pomorac Kosterna.

## Kariera reprezentacyjna
W reprezentacji Chorwacji Milinović zaliczył debiut 12 czerwca 1997 w rozgrywanym w Sendai meczu w ramach towarzyskiego turnieju Kirin Cup przeciwko Turcji. Chorwaci zremisowali ten mecz 1:1. Ostatni, czwarty, jak do tej pory występ Damira Milinovicia w reprezentacji to rozgrywany 28 kwietnia 1999 mecz z Włochami zremisowany przez Chorwatów 0:0.
- 1. 12 czerwca 1997, Sendai, Turcja – Chorwacja 1:1
- 2. 10 lutego 1999, Split, Chorwacja – Dania 0:1
- 3. 10 marca 1999, Ateny, Grecja – Chorwacja 3:2
- 4. 28 kwietnia 1999, Zagrzeb, Chorwacja – Włochy 0:0

## Sukcesy i statystyki
- mistrzostwo i Puchar Chorwacji w sezonie 1997/1998 wraz z Dinamem Zagrzeb
- wicemistrzostwo Chorwacji w sezonie 1998/1999 wraz z NK Rijeka
- mistrzostwo Chorwacji w sezonie 2001/2002 wraz z NK Zagrzeb

| Sezon   | Klub             | Kraj      | Rozgrywki                            | Mecze | Bramki |
| ------- | ---------------- | --------- | ------------------------------------ | ----- | ------ |
| 1994/95 | NK Rijeka        | Chorwacja | Prva HNL                             | 21    | 1      |
| 1995/96 | NK Rijeka        | Chorwacja | Prva HNL                             | 32    | 3      |
| 1996/97 | NK Rijeka        | Chorwacja | Prva HNL                             | 26    | 2      |
| 1997/98 | Croatia Zagrzeb  | Chorwacja | Prva HNL                             | 3     | 0      |
| 1997/98 | NK Rijeka        | Chorwacja | Prva HNL                             | 14    | 2      |
| 1998/99 | NK Rijeka        | Chorwacja | Prva HNL                             | 30    | 1      |
| 1999/00 | NK Rijeka        | Chorwacja | Prva HNL                             | 24    | 3      |
| 2000/01 | VfL Bochum       | Niemcy    | Bundesliga                           | 20    | 0      |
| 2001/02 | NK Rijeka        | Chorwacja | Prva HNL                             | 8     | 1      |
| 2001/02 | NK Zagreb        | Chorwacja | Prva HNL                             | 10    | 0      |
| 2002/03 | NK Zagreb        | Chorwacja | Prva HNL                             | 14    | 0      |
| 2002/03 | NK Rijeka        | Chorwacja | Prva HNL                             | 12    | 0      |
| 2003/04 | NK Rijeka        | Chorwacja | Prva HNL                             | 29    | 1      |
| 2004/05 | Dinamo Zagrzeb   | Chorwacja | Prva HNL                             | 14    | 0      |
| 2004/05 | Austria Salzburg | Austria   | Bundesliga austriacka w piłce nożnej | 10    | 0      |
| 2005/06 | NK Pomorac       | Chorwacja | Trzecia liga chorwacka               | ?     | ?      |